# Universiade
De Universiade is een internationaal multisportevenement, georganiseerd voor universiteitsstudenten. Het evenement wordt georganiseerd door de FISU (International University Sports Federation).
De naam is een combinatie van de woorden "Universiteit" en "Olympiade". In het Engels wordt de Universiade soms ook de World University Games of World Student Games genoemd, hoewel die laatste term ook kan slaan op wedstrijden voor sub-universitaire studenten.
De Universiade wordt om de twee jaar gehouden. De Universiade kent een zomer- en een winterprogramma. Meestal vinden beide in hetzelfde jaar plaats. Het zomer- en winterprogramma worden afzonderlijk van elkaar georganiseerd door een gaststad. Aan het zomerprogramma nemen ongeveer 8000 studenten deel, en aan het winterprogramma 3500.

## Geschiedenis
Al in 1923 werd een International Universities Championship gehouden in Parijs. Dit werd georganiseerd door de Union Nationale des Étudiants Français (UNEF). Vanaf 1924 organiseerde de Confédération Internationale des Étudiants (CIE) elke zomer een sportevenement voor studenten, dat in 1930 de naam International University Games kreeg. Dit evenement werd in 1939 voor het laatst georganiseerd.
In 1947 organiseerde de Fédération internationale du sport universitaire (FISU) een nieuw sportevenement. In 1957 kreeg dit evenement de naam World University Games, en in 1959 de naam Universiade.

## Sporten
- Sporten bij het zomerprogramma zijn: atletiek, badminton, basketbal, schermen, voetbal, turnen, ritmische gymnastiek, zwemmen, boogschieten schoonspringen, waterpolo, judo, roeien, tennis, tafeltennis, taekwondo en volleybal.
- Sporten bij het winterprogramma zijn: alpineskiën, langlaufen, skispringen, noordse combinatie, kunstschaatsen, ijshockey, shorttrack (schaatsen), biatlon, snowboarden, langebaanschaatsen en curling.

## Locaties
Onderstaande tabel toont de gaststeden van respectievelijk de zomer- en winteruniversiades.
| Jaar | Spelen | Zomeruniversiade               | Spelen | Winteruniversiade                 |
| ---- | ------ | ------------------------------ | ------ | --------------------------------- |
| 1959 | I      | Turijn, Italië                 |        | —                                 |
| 1960 |        | —                              | I      | Chamonix, Frankrijk               |
| 1961 | II     | Sofia, Bulgarije               |        | —                                 |
| 1962 |        | —                              | II     | Villars, Zwitserland              |
| 1963 | III    | Porto Alegre, Brazilië         |        | —                                 |
| 1964 |        | —                              | III    | Špindlerův Mlýn, Tsjechoslowakije |
| 1965 | IV     | Boedapest, Hongarije           |        | —                                 |
| 1966 |        | —                              | IV     | Sestriere, Italië                 |
| 1967 | V      | Tokio, Japan                   |        | —                                 |
| 1968 |        | —                              | V      | Innsbruck, Oostenrijk             |
| 1970 | VI     | Turijn, Italië                 | VI     | Rovaniemi, Finland                |
| 1972 |        | —                              | VII    | Lake Placid, Verenigde Staten     |
| 1973 | VII    | Moskou, Sovjet-Unie            |        | —                                 |
| 1975 | VIII   | Rome, Italië                   | VIII   | Livigno, Italië                   |
| 1977 | IX     | Sofia, Bulgarije               |        | —                                 |
| 1978 |        | —                              | IX     | Špindlerův Mlýn, Tsjechoslowakije |
| 1979 | X      | Mexico-Stad, Mexico            |        | —                                 |
| 1981 | XI     | Boekarest, Roemenië            | X      | Jaca, Spanje                      |
| 1983 | XII    | Edmonton, Canada               | XI     | Sofia, Bulgarije                  |
| 1985 | XIII   | Kobe, Japan                    | XII    | Belluno, Italië                   |
| 1987 | XIV    | Zagreb, Joegoslavië            | XIII   | Štrbské Pleso, Tsjechoslowakije   |
| 1989 | XV     | Duisburg, West-Duitsland       | XIV    | Sofia, Bulgarije                  |
| 1991 | XVI    | Sheffield, Verenigd Koninkrijk | XV     | Sapporo, Japan                    |
| 1993 | XVII   | Buffalo, Verenigde Staten      | XVI    | Zakopane, Polen                   |
| 1995 | XVIII  | Fukuoka, Japan                 | XVII   | Jaca, Spanje                      |
| 1997 | XIX    | Sicilië, Italië                | XVIII  | Muju, Zuid-Korea                  |
| 1999 | XX     | Palma de Mallorca, Spanje      | XIX    | Poprad Tatry, Slowakije           |
| 2001 | XXI    | Peking, China                  | XX     | Zakopane, Polen                   |
| 2003 | XXII   | Daegu, Zuid-Korea              | XXI    | Tarvisio, Italië                  |
| 2005 | XXIII  | İzmir, Turkije                 | XXII   | Innsbruck en Seefeld, Oostenrijk  |
| 2007 | XXIV   | Bangkok, Thailand              | XXIII  | Turijn, Italië                    |
| 2009 | XXV    | Belgrado, Servië               | XXIV   | Harbin, China                     |
| 2011 | XXVI   | Shenzhen, China                | XXV    | Erzurum, Turkije                  |
| 2013 | XXVII  | Kazan, Rusland                 | XXVI   | Trente, Italië                    |
| 2015 | XXVIII | Gwangju, Zuid-Korea            | XXVII  | Granada, Spanje                   |
| 2017 | XXIX   | Taipei, Taiwan                 | XXVIII | Almaty, Kazachstan                |
| 2019 | XXX    | Napels, Italië                 | XXIX   | Krasnojarsk, Rusland              |
| 2023 | XXXI   | Chengdu, China                 | XXX    | Lake Placid, Verenigde Staten     |
| 2025 | XXXIII | Ruhrgebied, Duitsland          | XXXII  | Turijn, Italië                    |
| 2027 | XXXIV  | Cheongju, Zuid-Korea           | XXXIII |                                   |
| 2029 | XXXV   | Raleigh, Verenigde Staten      | XXXIV  |                                   |